# زبيرا توخوغوف
زبيرا توخوغوف (بالإنجليزية: Zubaira Tukhugov) من مواليد 15 يناير 1991 هو مقاتل فنون القتال مختلطة روسي يتنافس في فئة وزن الريشة في بطولة القتال النهائي. 

## بداياته
بدأ مشواره الحترافي سنة 2010 حيث يتنافس في عروض ترويجية مثل قفص المحاربين وغيرها، قبل الانضمام إلى بطولة القتال النهائي UFC في عام 2014.   

## سجل الفنون القتالية المختلطة
| السجل المهني |        |         |
| 26 نزال      | 20 فوز | 5 خسارة |
| ضربة قاضية   | 7      | 1       |
| إخضاع        | 1      | 1       |
| قرار القضاة  | 12     | 3       |
| تعادل        | 1      | 1       |

المصدر:

## روابط خارجية
- زبيرا توخوغوف على موقع يو إف سي (الإنجليزية)
- زبيرا توخوغوف على موقع شيردوغ (الإنجليزية)